# Puliciphora placida
Puliciphora placida är en tvåvingeart som beskrevs av Borgmeier 1960. Puliciphora placida ingår i släktet Puliciphora och familjen puckelflugor. Inga underarter finns listade i Catalogue of Life.